# 2054
Cette page concerne l'année 2054  du calendrier grégorien.
L'année 2054 est une année commune qui commence un jeudi.
C'est la 2054e année de notre ère, la 54e année du IIIe millénaire et du XXIe siècle et la 5e année de la décennie 2050-2059.

## Autres calendriers
- Calendrier berbère : 3003 / 3004
- Calendrier hébraïque : 5814 / 5815
- Calendrier indien : 1975 / 1976
- Calendrier musulman : 1475 / 1476
- Calendrier persan : 1432 / 1433

## Année 2054 dans la fiction
- Les films Renaissance et Minority Report se déroulent en 2054.
- Le roman Le Grand Livre (1992) se déroule en grande partie en 2054.
- Dans un épisode Épilogue de La Ligue des justiciers, le personnage Terry McGinnis apprend qu'il est le fils biologique de Bruce Wayne.
- L'histoire du jeu vidéo Xenoblade Chronicles X débute en 2054 à la suite de la destruction de la planète Terre par deux races extraterrestres.